# Neem er één van mij
Neem er één van mij is een lied van de Nederlandse zanger Mart Hoogkamer. Het werd in 2021 als single uitgebracht.

## Achtergrond
Neem er één van mij is geschreven door Robert Fisher, Jeroen Russchen en Robert Vredeveld. Het is een nummer uit het genre nederpop. In het lied waarin de zanger vraagt aan en vrouw (en aan de luisteraar) om gezellig met het mee te feesten en te drinken. Het nummer kan worden gezien als een opvolger van megahit Ik ga zwemmen. Dat ook de opvolger van Ik ga zwemmen een feestelijk up-tempo nummer zou zijn was niet vanzelfsprekend, aangezien Nederland ten tijde van uitbrengen in een lockdown wegens de coronacrisis zat. Ondanks de mindere periode bracht de zanger het nummer toch uit, om naar eigen zeggen de nodige positiviteit uit te stralen.
Over het schrijven van het nummer vertelde de zanger dat het een stuk moeilijker ging dan zijn voorganger, welke de zanger overigens zelf niet als voorganger ziet, aangezien hij vond dat het succes van Ik ga zwemmen niet met een opvolger te evenaren of zelfs te verbeteren is. Waar Ik ga zwemmen erg snel was geschreven, kwam Neem er één van mij tot stand op een schrijverskamp. Hier hoorde de zanger het nummer nadat het geschreven was door de liedschrijvers, waarna hij het lied voor zichzelf claimde. Op dat schrijverskamp waren ook onder andere Maan en Kraantje Pappie aanwezig, maar die hadden niet meegeschreven met het lied.

## Hitnoteringen
De zanger had weinig succes met het lied in de Nederlandse hitlijsten. De Single Top 100 werd niet bereikt en er was ook geen notering in de Top 40. Bij laatstgenoemde was er wel de veertiende plaats in de Tipparade.